# Sterryita
La sterryita és un mineral de la classe dels sulfurs. Rep el nom en honor de Thomas Sterry Hunt (1826-1892), químic i pioner de la mineralogia canadenca.

## Característiques
La sterryita és una sulfosal de fórmula química Cu(Ag,Cu)₃Pb19(Sb,As)22(As-As)S56. Va ser aprovada com a espècie vàlida per l'Associació Mineralògica Internacional l'any 1966. Cristal·litza en el sistema monoclínic. La seva duresa a l'escala de Mohs és 3,5.
Segons la classificació de Nickel-Strunz, la sterryita pertany a «02.LB - Sulfosals sense classificar, amb Pb essencial» juntament amb els següents minerals: miharaïta, ardaïta, launayita, madocita, playfairita, sorbyita, larosita, petrovicita, mazzettiïta i crerarita.

## Formació i jaciments
Va ser descoberta al Taylor Pit, situat al municipi de Huntingdon, dins el comtat de Hastings (Ontario, Canadà). També ha estat descrita al dipòsit de Lalor, a Manitoba, així com a Itàlia, l'Iran i l'Índia.